# بيلاش إرديلي
بيلاش إرديلي (بالمجرية: Erdélyi Balázs)‏ هو لاعب كرة الماء مجري، ولد في 16 فبراير 1990 في ايغر في المجر.

## وصلات خارجية
- بيلاش إرديلي على موقع الاتحاد الدولي للسباحة (الإنجليزية)
- بيلاش إرديلي على موقع الاتحاد المجري لكرة الماء (الهنغارية)
- بيلاش إرديلي على موقع اللجنة الأولمبية الدولية (الإنجليزية)
- بيلاش إرديلي على موقع أوليمبيديا (الإنجليزية)
- بيلاش إرديلي على موقع اللجنة الأولمبية المجرية (الهنغارية)